# Domenico Tardini
 (septembre 2016).
Si vous disposez d'ouvrages ou d'articles de référence ou si vous connaissez des sites web de qualité traitant du thème abordé ici, merci de compléter l'article en donnant les références utiles à sa vérifiabilité et en les liant à la section « Notes et références ».
Domenico Tardini, né le 29 février 1888 à Rome et mort le 30 juillet 1961 au  même lieu, est un cardinal italien, secrétaire d'État du Vatican sous le pontificat de Jean XXIII.

## Biographie
Ordonné prêtre le 20 septembre 1912 pour le diocèse de Rome, Domenico Tardini devient professeur de théologie au séminaire pontifical de Rome où il avait lui-même fait ses études. Nommé en 1921 à la Congrégation sacrée chargée des affaires ecclésiastiques, il se hisse graduellement dans la hiérarchie catholique, devenant prélat puis sous-secrétaire de cette même congrégation en 1929. Nommé membre de la Commission pontificale pour la Russie en 1933, il en devient plus tard le président. 
Après un court passage de substitut pour les Affaires courantes de la secrétairerie d'État, il est chargé de la Commission pontificale pour l'interprétation du droit canon en 1935. Arrivé à la secrétairerie d'état pour assister le cardinal Pacelli, futur Pie XII et alors secrétaire d'état, il travaille aux côtés de Giovanni Battista Montini (futur Paul VI) avant de partager avec lui la charge de la secrétairerie d'État qui est laissée vacante par Pie XII après le décès du cardinal Maglione en 1944. 
En 1953, il refuse la barrette rouge de cardinal que lui offrait le pape (ce qui semble entraîner le refus de Montini). Proche de la pensée du pape, il est cité comme éventuel papabile alors qu'il n'est ni évêque, ni cardinal. 
À l'arrivée de Jean XXIII, avec lequel il a des désaccords, il est nommé, malgré le peu d'enthousiasme de l'intéressé qui veut ménager sa santé et pense qu'il faut renouveler la curie, au poste de secrétaire d'État et accepte le chapeau de cardinal que le pape lui remet lors du consistoire du 15 décembre 1958 avec le titre de cardinal-diacre de S. Apollinare alle Terme Neroniane-Alessandrine. Il est un des rares membres de la curie qui soutient l'idée de la convocation du concile, ce qui surprend le pape lui-même.
À la fin de l'année 1959, il est nommé protecteur de l'Opus Dei par le pape.
Il meurt le 30 juillet 1961.

## Succession apostolique
Domenico Tardini a ordonné les évêques suivants :
- Évêque Manuel Fernández-Conde (es) (1959)
- Archevêque Gastone Mojaisky Perrelli (it) (1959)

## Dans la fiction
- 2002 : Jean XXIII: Le pape du peuple, film de Giorgio Capitani, joué par Michael Mendl.

## Annexe